# Erik Castrén

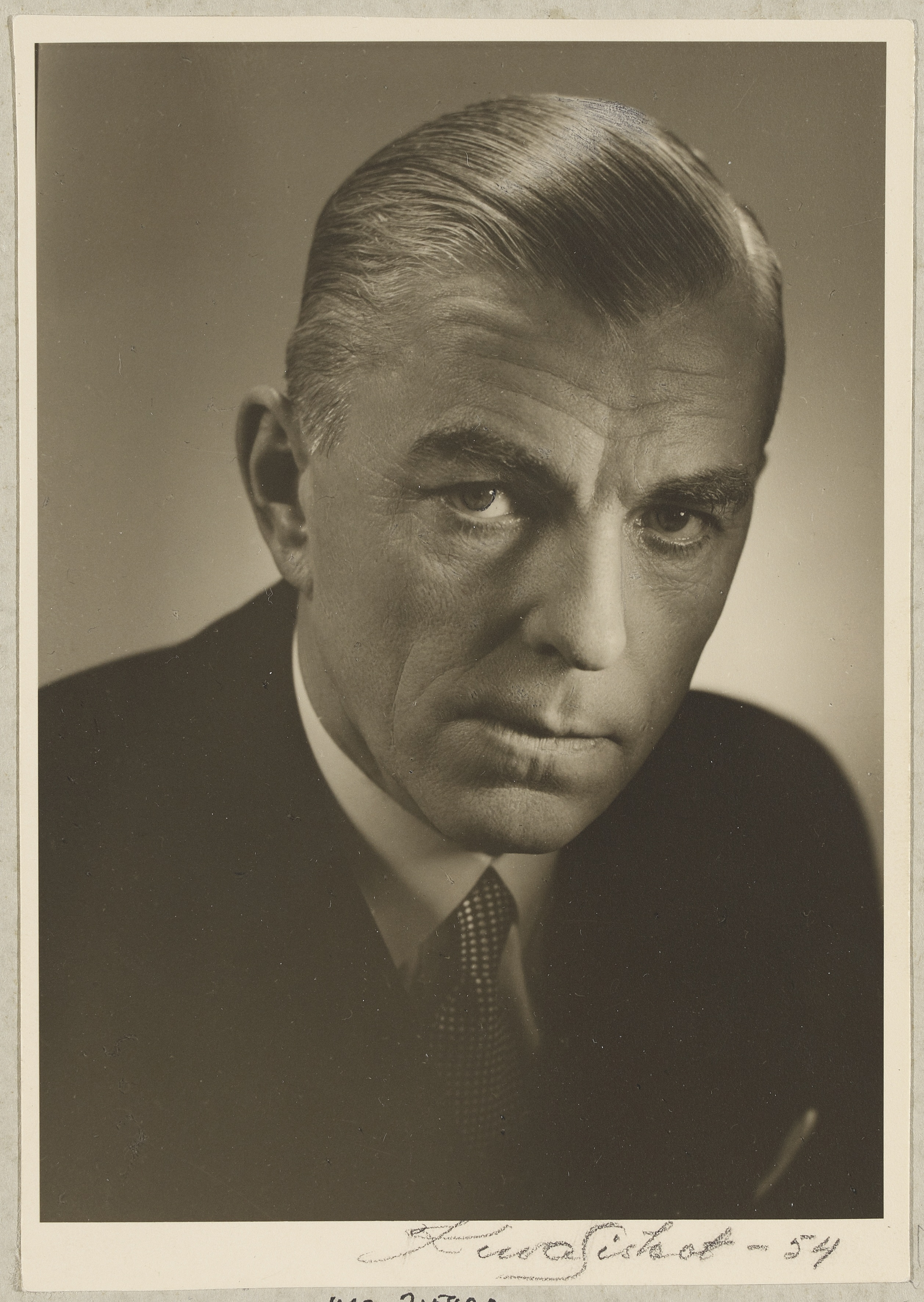
Erik Castrén.

Erik Johannes Sakari Castrén, juridisk doktor, diplomat och finländsk professor i juridik, född 20 mars 1904 i Helsingfors, död där 24 juni 1984. Familjen Castrén var välkänd för sina meriter inom kultur och sociala evenemang.
Efter utexamineringen 1928 tjänstgjorde han som advokat under 9 år innan han övergick i utrikesministeriets tjänst som rådgivare. Där kom han att tjäna under krigsåren. Han kom bland annat att ifrågasätta de judedeporteringar som skedde från Finland och han lyckades även skapa det juridiska kryphål som gjorde att Finland kunde dra sig ur Ryti-Ribbentrop-pakten som ingåtts med Tyskland, och på så sätt sluta vapenstillestånd med Sovjetunionen.
Efter kriget utnämndes han till professor i folkrätt och konstitutionell rätt vid Helsingfors universitet och han tjänstgjorde på posten mellan 1945 och 1967.
Han kom att publicera över 200 skrifter under sitt verksamma liv.

## Utmärkelser
- Riddare av Dannebrogorden,  1928[1]
- Kommendörstecknet av Finlands Lejons orden,  1942[1]
- Kommendör av 1. klass av Nordstjärneorden,  1945[1]
- Finlands idrottskulturs förtjänstmedalj med förgyllt kors,  1954[1]
- Finlands Röda Kors’ förtjänstmedalj i silver,  1960[1]
- Storofficer av Italienska republikens förtjänstorden,  1962[1]
- Kommendörstecknet av I klass av Finlands Lejons orden,  1972[1]
- Storkorset av Finlands Lejons orden,  1982[1]
- Vinterkrigets minnesmedalj[1]
- Minnesmedalj för deltagande i 1941-1945 års krig[1]
- Finlands Röda Kors’ förtjänstmedalj i brons[2]

[Redigera Wikidata]

## Övrigt
- Erik Castrén-institutet är namngett efter honom.